# Роговой оркестр

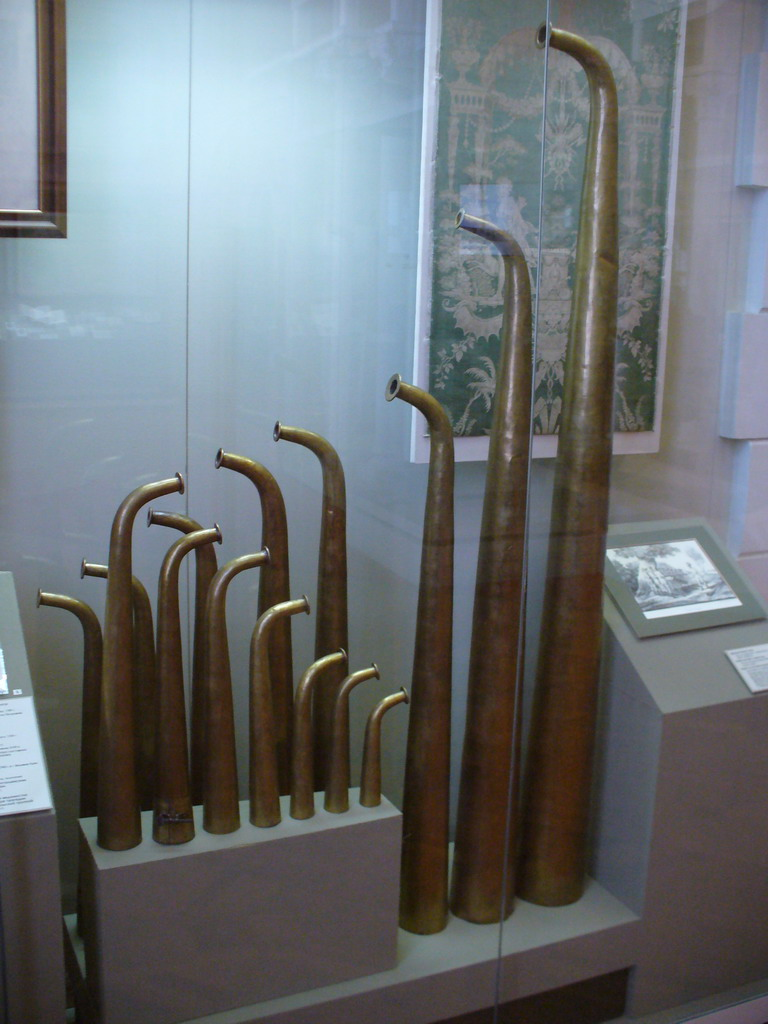
Трубы рогового оркестра в коллекции Государственного исторического музея

Рогово́й орке́стр — русский музыкальный коллектив, исполняющий музыку на охотничьих рогах. Характерной особенностью таких оркестров является то, что на каждом инструменте можно издать лишь один звук хроматического звукоряда. Изначально в таких оркестрах один музыкант закреплялся за одним инструментом, в современных роговых оркестрах исполнители могут последовательно играть на нескольких инструментах. Таким образом удалось сократить необходимое количество музыкантов в оркестре. Изначально их требовалось около сорока (и не менее 25 человек), теперь же достаточно 12—15 человек.
По исполнительским принципам рога можно отнести к медным духовым инструментам. Ближайшими родственниками этих инструментов являются: валторна (Waldhorn нем. — «лесной рог»), альпийский рог (Alpenhorn). Роговые оркестры — это специфическое российское явление. Возникнув в 1751 году, этот вид искусства никогда не выходил за пределы России.
В литературе XVIII—XIX века можно встретить упоминания о роговых оркестрах, где они называются «хор музыки», «роговая капелла», «Императорский Егерский хор». Известно также образное название «живой орган».

## История роговой музыки

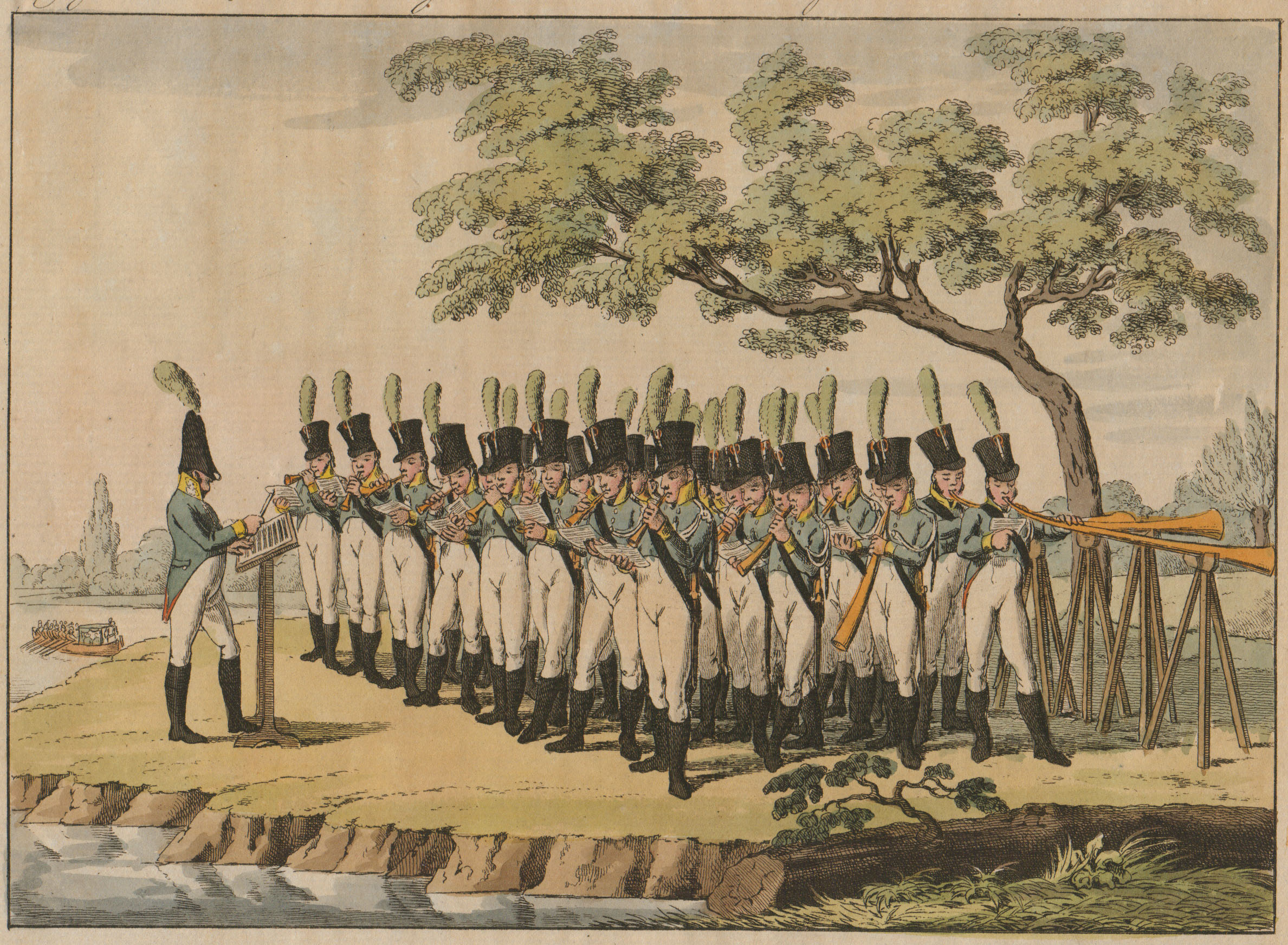
Выступление рогового оркестра, 1807 год

Первый роговой оркестр возник в 1751 году. Тогда Гофмаршал Семен Кириллович Нарышкин поручил своему капельмейстеру, выходцу из Богемии Яну (Иоганну) Марешу «сперва согласить у своих охотников все роги в стройность; ибо до того времени употреблялись они так, как из рук медника выходили». Тогда сделали набор инструментов, диапазон которых составил две октавы, и собрали оркестр из крепостных крестьян.
Несколько месяцев Мареш занимался роговой музыкой втайне. На одном значительном приёме у Г. Нарышкина он решил продемонстрировать её гостям. Так описывает первое выступление рогового оркестра И. Х. Гинрихс:

… Зашла опять речь о прежнем предмете и Его Превосходительство жаловался чрезвычайно на Марешову нерачительность. Пошли тут многие на тот счёт насмешки. Один остряк сказал между прочим, что Мареш хочет выдумать особливую для диких зверей музыку. Мареш шутя тут с прочими совокупно и не трогаяся ни мало колкими насмешками сказал наконец важным и утвердительным видом: Что вы скажете тогда, есть ли сия музыка не имеет ни мало такой грубости, какую вы себе воображаете? Возродилось во всех чрезвычайное любопытство; а особливо когда узнали, что люди собраны уже в большой манеж и готовый сыграть разные штучки. Всяк вскоча из за стола спешил как можно скорее на место своего ожидания. Все поражены были чрезвычайным удивлением. Гофмаршал был тому столь обрадован, что обнявши Мареша не знал как ему изъявить своё удовольствие. Признавался с радостью в равенстве Гармонии; ибо валторны были бы к тому весьма слабы, и музыка не могла бы быть столь громка как ныне, в которой всю мелодию составляют охотничьи рога.

Каждый музыкант играл только на одном роге и брал только одну ноту, поэтому играть в таком ансамбле было сложно.
В 1755 году императрица Елизавета, услышав на охоте роговой оркестр, приказала сделать такой же при своем дворе. С тех пор иметь роговой оркестр старались все знатные дома в России.
К концу XVIII века в одном Петербурге кроме двух «Императорских Егерских хоров» насчитывалось ещё девять. Исполняли они произведения европейской классики, народные песни, гимны.

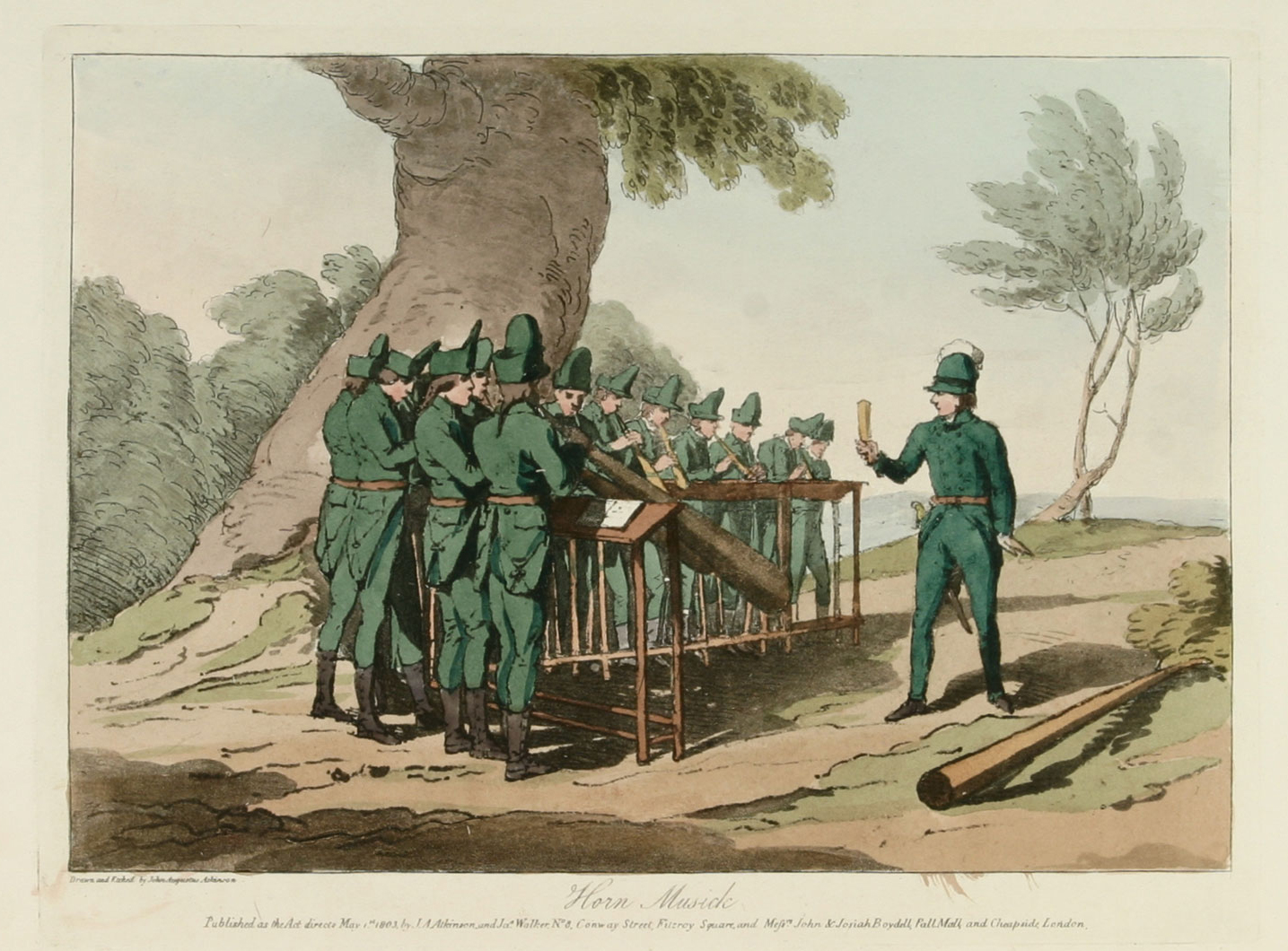
Роговой оркестр. Рисунок Джона Аткинсона, 1803 год

Французский путешественник М. Форсия де Пилес, находившийся в Петербурге в начале 1790-х гг., записал, что роговая музыка вообще «из того весьма малого числа предметов, коими русские могут с полным правом прославиться», и её «волшебство» было таким, что «на некотором расстоянии невозможно вообразить, что составляет такой причудливый оркестр. Точность музыкантов такова, что они могут исполнять всякий род музыки, даже весьма сложно составленной, и испытанное ухо не распознает ни малейшей ошибки в исполнении». По его мнению, ночь была наиболее благоприятна для роговой музыки, и «в прекрасные летние вечера ничто не сравнимо с искушающим очарованием».
Он, между прочим, сообщил, что в оркестре Екатерины II числилось более ста рогов и, очевидно, ссылаясь на русских информаторов, рассказал, что для составления подобного ансамбля требовалось три года и, «более того, надобно то, что можно только в России найти, то есть русских, ибо мы, — как он писал, — не думаем, что где-нибудь ещё можно встретить людей, желающих в продолжение тридцати лет издавать только до или ре, и которые дошли бы до такого уровня точности, для коего, мы думаем, больше машины потребны, но не люди».
К 1795 году состав Придворного рогового оркестра был значительно расширен, теперь он имел диапазон от ля контроктавы до ре третьей октавы. «В целях „уравновешивания“ звучности инструменты верхнего регистра стали дублировать. В итоге полный состав оркестра уже насчитывал 40 музыкантов, игравших на 91 роге — многие должны были играть на двух или более инструментах. Для оркестра стали сочинять и аранжировать музыку, фиксируя её посредством оригинальной нотописи. Сохранились подлинные ноты, по которым исполнялись народные песни и увертюры, фрагменты из опер и „охотничья музыка“, части из симфоний и танцы».
В 1796-м году Павел I велел сократить использование роговой музыки в придворных празднествах. Но роговые оркестры вельмож продолжали звучать.
При вступлении на престол Александра I в 1801 году роговой оркестр вернулся в музыкальный обиход двора, придворные балы, парады, маскарады, разные празднества непременно проходили с участием роговой музыки, она стала вновь популярна. Личный роговой оркестр императора состоял тогда более чем из 300 рогов. Внимание этой русской диковине уделил Дж. Аткинсон в первом томе своего «Живописного изображения обыкновений, привычек и забав русских» (1803). Через четыре года другое изображение оркестра появилось и в популярном детском альманахе «Bilderbuch fur Kinder» (1807), издававшемся в Веймаре. В обоих случаях гравюры были снабжены описанием оркестра, что распространило о нём знания по Европе.
В 1810 году вновь происходит охлаждение интереса к роговой музыке.
К середине 1820-х из полков хоры роговой музыки имели только лейб-гвардии Конный и Конногвардейский. С конца 1830-х инструменты военных роговых оркестров были переданы на хранение в арсенал лейб-гвардии Преображенского полка.
В 1820—1830-е годы роговые оркестры были при дворе Нарышкиных, Строгановых, Шереметевых, Разумовских, Салтыковых.
Примерно к концу 1830-х роговая музыка вышла из употребления.

### Первое возрождение

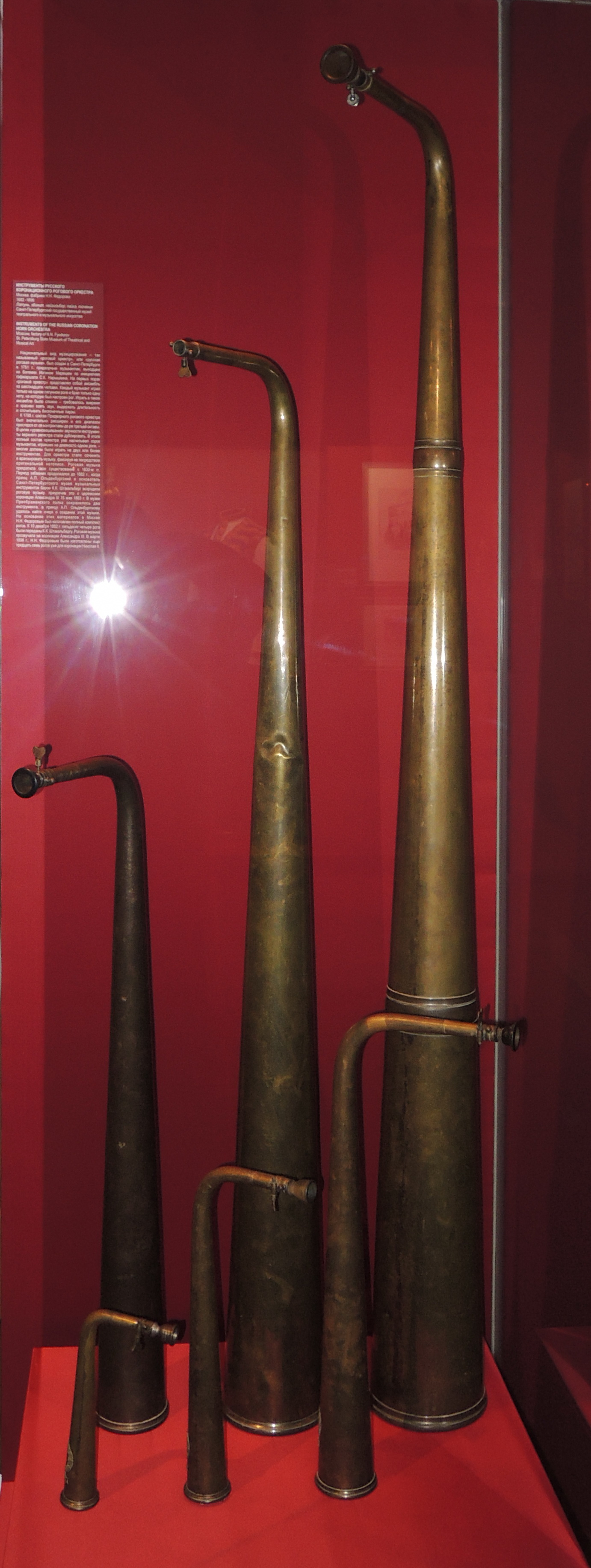
Инструменты русского коронационного рогового оркестра. Москва, фабрика Н. Н. Федорова. 1882. Санкт-Петербургский государственный музей театральнoго и музыкального искусства.

Период забвения продолжался до 1882 года, когда был создан роговой оркестр при дворе Александра III. Его возродили принц Александр Петрович Ольденбургский и основатель Санкт-Петербургского музея музыкальных инструментов барон Константин Штакельберг, приурочив это к подготовке к коронации нового императора.
Роговая музыка «к тому времени была настолько забыта, что инициаторы поначалу не могли не обнаружить ни нот, ни инструментов для её возрождения. Только в музее Преображенского полка сохранилось 2 инструмента, а принцу А. П. Ольденбургскому удалось найти очерк о создании этой музыки. На основании этих материалов в Москве Н. Н. Фёдоровым был изготовлен полный комплект рогов. К 10 декабря 1882 года 54 рога были переданы К. К. Штакельбергу. Началось освоение инструментов. По окончании репетиций роговая музыка прозвучала в помещении оркестра перед публикой, а затем и на коронации».
15 мая 1883 года при короновании Александра и Марии Федоровны и во время торжественного шествия их величеств из дворца в собор и обратно роговой оркестр играл военный сигнал и гимны «Коль славен» Д. С. Бортнянского и «Боже, царя храни!» А. Ф. Львова.
Концертов для широкой публики роговой оркестр в царствование Александра III и Николая II почти не давал, обслуживал дворцовые торжества. Иногда оркестр играл в парках Петергофа и Ораниенбаума. Последнее упоминание о звучании рогового оркестра относится к 1915 году.
«Позднее, в марте 1896 г., Н. Н. Фёдоровым были изготовлены еще 37 рогов (из них сохранились 32) уже для коронации Николая II (…) Отзвучав на коронациях, инструменты были выставлены в помещении Придворного оркестра — в формировавшемся там Музее музыкальных инструментов. В настоящее время 86 инструментов русского коронационного рогового оркестра хранятся в Санкт-Петербургском государственном музее театрального и музыкального искусства».

## Возрождение в XXI веке
Несмотря на то, что роговая музыка долгое время считалась безвозвратно утерянной, находились энтузиасты в ХХ веке, пытавшиеся возродить этот уникальный вид творчества, однако их попытки к успеху не приводили.
Не имея примера звучания, сохранившегося нотного материала и самих инструментов, Сергей Песчанский в 2001 году все же взялся за возрождение русской роговой музыки и вскоре создал первый в России (с 1915 года). Первый инструмент был выполнен Песчанским из бумаги, его форма была найдена опытным путём. Историческая конструкция рога с загнутым концом была изменена на прямую — это сделало инструмент проще в изготовлении. Нотная запись была также изменена. Партитура раскладывается на отдельные ноты, затем из нот составляются партии в зависимости от количества музыкантов, занятых в конкретном произведении.

### Русская роговая капелла

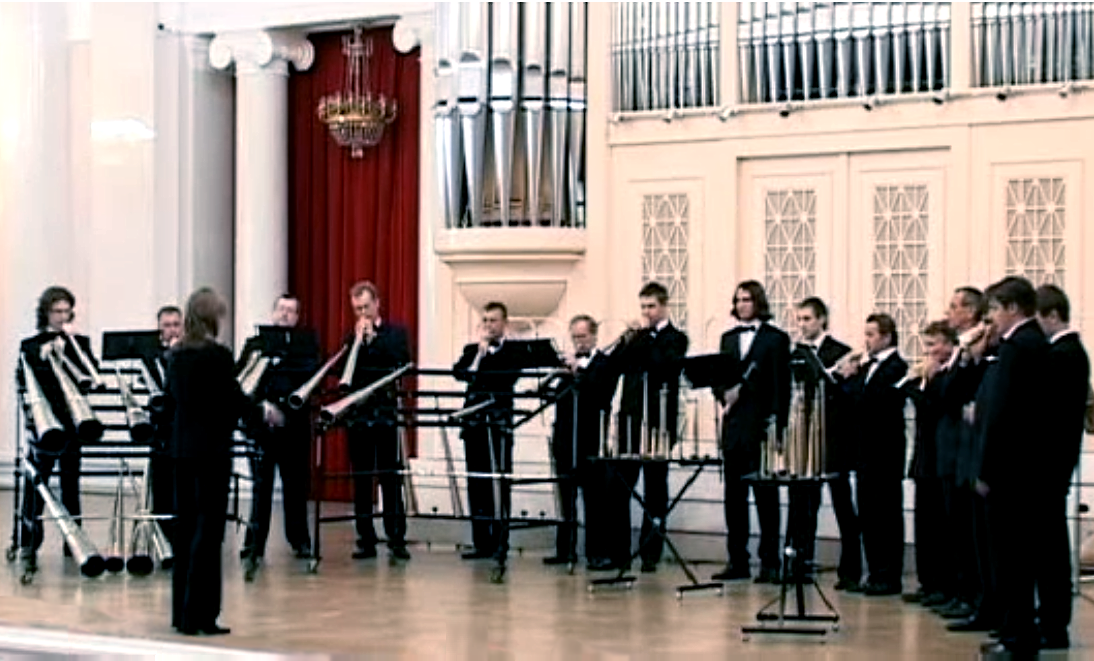
2009, Большой зал СПб филармонии, концерт Русской роговой капеллы, дир. И.Андрякова

В 2002 при РГПУ им. А. И. Герцена образовался профессиональный музыкальный коллектив «Русская роговая капелла», который в наше время выступает с концертами в России и за рубежом (Греция, Испания, Франция, Польша, Эстония, Германия, Чехия, Ватикан).
Среди них:
- Концерты с Германом Бауманом (Германия, валторна) в России и Германии[6];
- Выступление с Полом Ниемисто (США, эуфониум) в Москве;
- Ежегодные сезонные выступления в Нижнем парке музея-заповедника «Петергоф»;
- Ежегодный фестиваль «Царская музыка»;
- Концерты в Санкт-Петербургской филармонии. Малый зал;
- Закрытие фестиваля «Православная Русь». Москва, Колонный зал Дома Союзов;
- Концерт в Большом зале Санкт-Петербургской Филармонии им. Д. Д. Шостаковича в рамках фестиваля «Царская музыка 2009»;[7]
- Участие в концерте «Три Рима». Зал папской аудиенции. Ватикан. 2010;[8]
- Встреча Патриарха Московского и всея Руси Кирилла с Патриархом Константинопольским Варфоломеем. Александро-Невская Лавра. 2010

В настоящее время оркестр «Русская роговая капелла» имеет свою репетиционную базу (Московский проспект, 80), где по вторникам и пятницам проводятся общие репетиции оркестра. Посещение репетиций свободное. Благодаря растущей популярности «Русской роговой капеллы», руководство РГПУ им. А. И. Герцена выделило концертный зал в бывшем дворце графа Разумовского, где концерты капеллы проходят регулярно. Восторженные отзывы слушателей и признание профессионалов позволяют считать русскую роговую музыку возрождённой.

### Российский Роговой Оркестр (РРО)

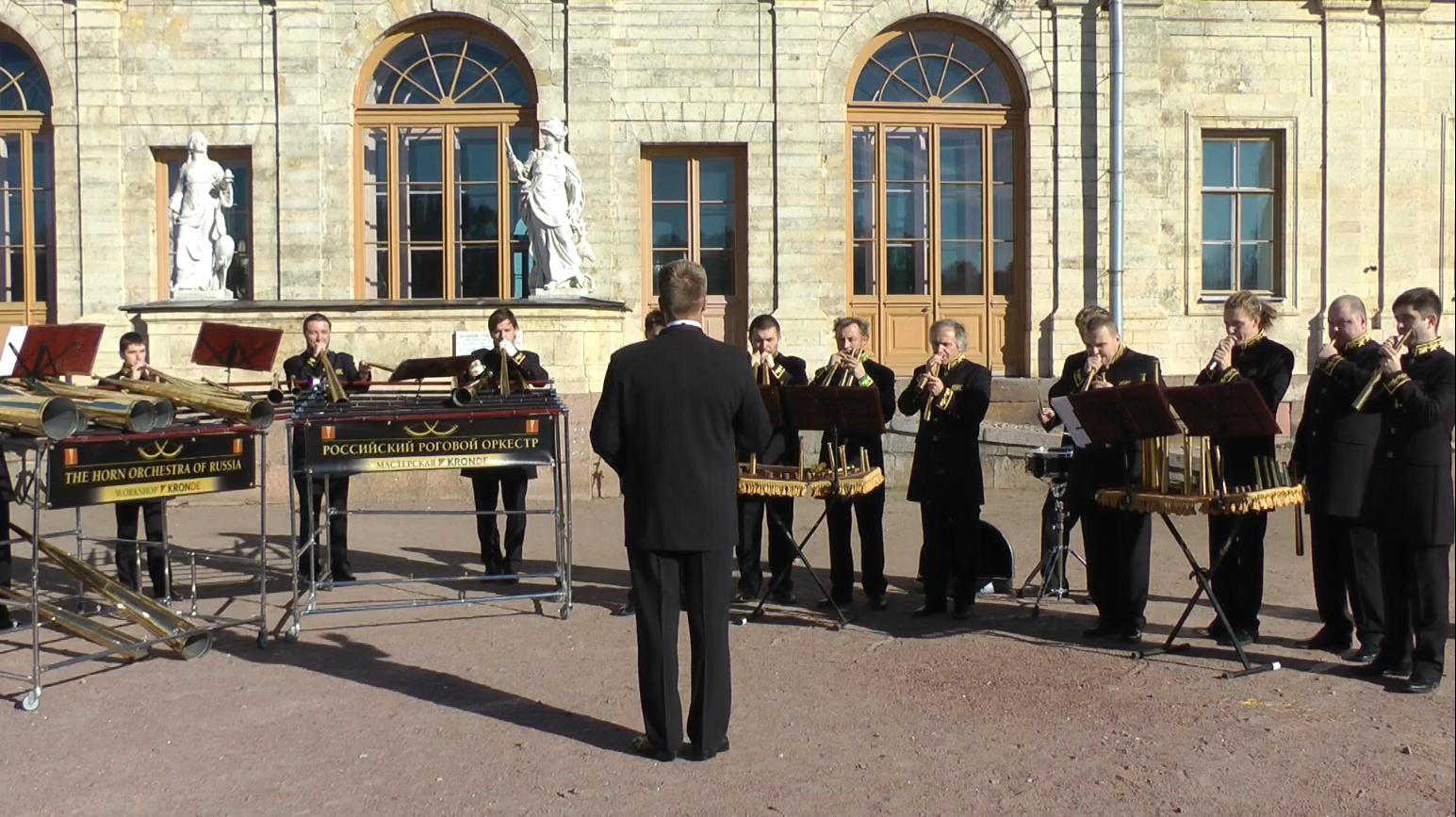
Российский Роговой Оркестр на плацу Гатчинского дворца (фестиваль Earlymusic-2013)

Начиная с 2006 года вклад в возрождение роговой музыки вносит артист Мариинского театра Сергей Поляничко. Под управлением Сергея Поляничко «Российский Роговой Оркестр» активно выступает в России и за рубежом.
За девять лет творческого пути оркестр дал более 700 концертов, выступив в Большом и Малом залах Санкт-Петербургской филармонии, в зале им. П. И. Чайковского Московской филармонии, Большом театре, Мариинском театре, концертном зале Мариинского театра, Московском международном доме Музыки, Малом зале Санкт-Петербургской консерватории им. А. Глазунова, Академической капелле Санкт-Петербурга, Георгиевском зале Эрмитажа, Георгиевском зале Московского Кремля, Государственном Кремлёвском дворце, Смольном соборе, Храме Христа Спасителя, Александро-Невской Лавре, Петропавловской крепости, Красной площади, во дворцах Павловска, Царского Села, Петергофа, Египетском зале Metropolitam museum, Эрмитаже на Амстеле (Голландия).
Российский роговой оркестр, как и оркестры прошлого, сопровождает важные церемонии, выступая перед представителями духовенства, видными государственными деятелями и широкой аудиторией. Российский роговой оркестр выступал на открытии Санкт-Петербургского международного экономического форума, G20, принимал участие во многих российских и зарубежных музыкальных фестивалях. Многократно гастролировал в Латвии, Литве, Эстонии, Финляндии, Франции, Германии, Австрии, Голландии, Италии, Испании, Израиле, Польше, Белоруссии, Молдове, Армении, Бахрейне, Непале, Гонконге, Китае, США, а также во многих регионах России.
В репертуаре оркестра музыка И. С, Баха, Т. Альбинони, А. Вивальди, Дж. Каччини, Дж. Россини, Й. Штрауса, В. Трояна, М. Равеля, С. Барбера, Е. Гохман, А. Шилклопера, П. Чеснокова, П. Чайковского, С. Рахманинова, А. Хачатуряна, Д. Шостаковича, Б. Тищенко, О. Козловского, Дж. Сарти, С. Дегтярева, Д. Бортнянского, а также маршевая, гимновая и духовная музыка.
Среди огромного списка концертов РРО:
- Исполнение музыки к мелодраме Евстигнея Фомина «Орфей»[10]
- «Реквием» Осипа Козловского[11]
- Музыка на воде[12]
- Музыка на открытии Санкт-Петербургского международного экономического форума[13]
- Выступления на фестивале «Спасская башня»[14]
- Запись музыки к фильму Александра Сокурова «Фауст»[15]
- Музыка на Фестивале, посвященном 200-летнему юбилею Победы в Отечественной войне 1812 года. Здесь звучит фрагмент из русской народной песни «Ах ты степь широкая…»: